# Mark Moisevich Rosental
Mark Moiséievich Rosental (19 de febrero  de 1906, Ustye, Gobernación de Podolia, Imperio Ruso — 2 de febrero de 1975, Moscú, Unión Soviética) fue un filósofo soviético, especialista en lógica dialéctica, filosofía social e historia de la filosofía soviética.

## Biografía
Nació en el Ustye, raión de Bershad, Vínnitsa, Ucrania. Perdió al mismo tiempo a su padre y a su madre, víctimas del tifus que azotaba las empobrecidas aldeas ucranianas. Fue primero tornero de una empresa metalúrgica de Mohyliv-Podilskyi y después trabajó en una empresa azucarera de Pervomaisk. Fue militante del PCUS desde 1925. En 1928, fue admitido en el Instituto Superior para los Estudios Filosóficos de Moscú, donde vivió con su esposa Rosa desde 1930. En 1933 se graduó en el Instituto de Profesores Rojos. Entre 1941 y 1943, debido a la guerra se trasladó a los montes Urales, donde funcionó transitoriamente la Escuela Superior del Partido. Se graduó como Doctor en Ciencias Filosóficas en 1946, con una tesis sobre la "Filosofía del científico demócrata revolucionario N. Chernyshevski".
Fue el editor responsable de la revista Crítica Literaria, trabajó como principal redactor de la editorial Gospolitizdat, dirigió la Cátedra de Materialismo Dialéctico y Materialismo Histórico de la Escuela Superior del Comité Central del Partido Comunista de la Unión Soviética.

## Obras en español
- Diccionario de Filosofía  (coautor con Pável Yudin y otros, 1939, 1955, 1963) Montevideo: Ediciones Pueblos Unidos, 1946, 1959, 1965.
- Categorías del Materialismo Dialéctico (coautor con G.M. Straks y otros, 1954) México: Editorial Grijalbo, 1960.
- Qué es la teoría marxista del conocimiento Montevideo: Ediciones Pueblos Unidos, 1960
- Los problemas de la dialéctica en El Capital de Marx Montevideo: Ediciones Pueblos Unidos, 1961